# Super Meat Boy
Super Meat Boy ist ein von Team Meat entwickeltes Jump-’n’-Run-Computerspiel. Es ist der Nachfolger des Flash-Spiels Meat Boy, welches ursprünglich für die Website Newgrounds von Edmund McMillen entwickelt wurde.

## Handlung
Die Spielfigur Meat Boy (englisch wörtlich für „Fleisch-Junge“) wird als Junge ohne Haut beschrieben und als kleiner, roter Würfel mit meist freundlichem Gesicht sowie kurzen Armen und Beinen dargestellt. Er liebt Bandage Girl (wörtlich „Bandagen-Mädchen“), die ihm ähnelt, aber etwas kleiner und rosa ist. Als Gegenspieler wird Dr. Fetus vorgestellt, ein Fötus in einem Glas, das in einem schwarzen Anzug steckt. Er verprügelt Meat Boy ohne besonderen Grund, weshalb dessen Gesicht im Spiel lädiert wirkt, und entführt Bandage Girl. Der Spieler hat die Aufgabe, Dr. Fetus zu verfolgen und Bandage Girl zu befreien.

## Spielprinzip
Das Plattform-Spiel zeigt eine zweidimensionale Spielwelt von der Seite, durch die sich die Spielfigur laufend und springend bewegt. Beim Kontakt mit Fallen wie etwa Kreissägen stirbt die Spielfigur augenblicklich, Trefferpunkte oder ein Schadensmodell existieren nicht. Der Verlust für den Spieler ist dennoch minimal, da die Levels extrem kurz sind – mit etwas Übung werden häufig nur 10 Sekunden zur Lösung benötigt – und beim Verlust der Spielfigur unbegrenzt und praktisch ohne Zeitverzögerung von vorn starten. Auch die Anzahl der Versuche wird nur global, nicht jedoch je Level gezählt. Savegames existieren ebenfalls nicht; der Fortschritt wird stattdessen automatisch im Benutzerprofil gesichert.
Das Hauptspiel ist in sechs Abschnitte mit fünf mal 20 und einmal fünf Levels aufgeteilt. In jedem Abschnitt müssen wenigstens 17 Levels gelöst sowie ein Bossgegner besiegt werden, um den folgenden Abschnitt freizuschalten. Zusätzliche Herausforderungen bietet die sogenannte „dunkle Welt“, in der jeder Level in einer erschwerten Version gespielt werden kann, sowie das Unterbieten einer von den Entwicklern vorgegebenen Zeit für jeden Level. Der Vergleich der Zeiten mit anderen Spielern online ist ebenfalls möglich. Zahlreiche weitere Levels sind in sogenannten „Warp-Zonen“ versteckt, in denen sich das Spiel im Retro-Design beispielsweise als Game-Boy-Spiel präsentiert. Insgesamt soll das Spiel damit über 350 Levels enthalten.

### Spielweise der Charaktere
Die Steuerung der Spielfigur bleibt auf die Pfeiltasten, eine Sprungtaste und eine weitere Taste zum Rennen beschränkt, aber auch mit einem Gamepad für den PC ist das Spiel steuerbar, was aufgrund der besseren Handhabung deutlich besser funktioniert als mittels der Tastatursteuerung. Meat Boy bleibt an Wänden kleben, gleitet langsam an ihnen hinab und kann sich abstoßen. Auch in der Luft kann er – physikalisch inkorrekt aber genretypisch – schnelle Richtungswechsel vollziehen. Zusätzliche Spielfiguren, die meist anderen Independent-Spielen entlehnt sind und im Laufe des Spiels freigeschaltet werden können, haben abweichende Eigenschaften, wie etwa die Möglichkeit zu schweben. Die verfügbaren Spielfiguren unterscheiden sich je nach Version; so enthält beispielsweise die per Steam vertriebene Version exklusiv eine Kopfkrabbe aus dem Half-Life-Universum als spielbaren Charakter.
Am 1. Dezember 2010 veröffentlichte die PETA eine Parodie, die das ursprüngliche Flash-Spiel kopiert, die Spielfigur jedoch durch „Tofu Boy“ ersetzt und Meat Boy zum Bösewicht erklärt. Edmund McMillen zeigte sich geehrt und fügte „Tofu Boy“ als spielbaren Charakter in Super Meat Boy ein, der dort jedoch so langsam und schwach ist, dass mit ihm kaum ein Level gelöst werden kann.

## Entwicklung
Super Meat Boy wurde vom US-amerikanischen Team Team Meat entwickelt, bestehend aus dem Game-Designer Edmund McMillen und dem Programmierer Tommy Refenes. Die Musik, die auch als Soundtrack erhältlich ist, stammt von Danny Baranowsky, die Soundeffekte von Jordan Fehr. McMillen war zuvor federführend an Spielen wie Gish und Aether beteiligt und schuf frühe Designs für Braid.
In der Neuauflage des Spiels für die Nintendo Switch wurde ein neuer Race-Modus hinzugefügt, in dem Spieler gegeneinander in einem Rennen antreten müssen. Der Race-Modus war schon früher eine Idee der Entwickler gewesen und wurde nun umgesetzt. Per Update wird der Modus auch auf dem PC nachgereicht.

### Veröffentlichungen
Super Meat Boy wurde am 20. Oktober 2010 auf Xbox Live Arcade und am 30. November 2010 für Windows veröffentlicht. Versionen für Mac und Linux sind im Rahmen des vierten Humble Indie Bundle 2011 erschienen, portiert durch Ryan C. Gordon. Die Planungen, das Spiel für Wii zu veröffentlichen, wurden aufgegeben, da das Spiel die Downloadgröße der Wii von 50 MB überschreitet. Nach mehrfachen Andeutungen, kündigte Team Meat am 31. März 2012 offiziell eine iOS-Version Super Meat Boy an, die speziell auf die Steuerung mit einem Touchscreen ausgelegt sein wird. Ebenfalls wurde über den offiziellen Newsletter eine Version für Nintendo Switch mit exklusiven Zusatzinhalten angekündigt, die im Januar 2018 als Download-Version erschien, eine Retail-Version ist ebenfalls geplant. Laut den Entwicklern sei der Ansturm auf den Titel bei der Veröffentlichung ähnlich groß gewesen wie beim damaligen Launch auf der Xbox 360 im Jahr 2010.

## Kritiken
Das Spiel erhielt großes Lob von Kritikern. Die Xbox-360-Version erreicht auf Metacritic einen Metascore von 90 %, während die PC-Version bei 87 % steht. Kritiker loben allgemein die präzise Steuerung und die Retro-Atmosphäre.
Super Meat Boy wurde von IGN als am meisten herausforderndes Spiel des Jahres 2010 ausgezeichnet und war in weiteren Kategorien nominiert, unter anderem für den besten Soundtrack und das beste Retro-Design.

## Fortsetzungen
Im August 2014 kündigte Team Meat einen Ableger mit dem Titel Super Meat Boy Forever eigens für mobile Geräte mit iOS und Android sowie Windows an. Ende 2017 wurde bekanntgegeben, dass die Entwicklung unter der Leitung von Tommy Refenes ohne direkte Beteiligung von Edmund McMillen neu gestartet wird und das Spiel stattdessen ein vollwertiger Nachfolger auf sämtlichen Plattformen werden sollte. Das Spiel wurde Ende 2020 im Epic Games Store und auf diversen Spielkonsolen veröffentlicht, auf Steam ist es seit 10. Januar 2022 erhältlich. Eine Version für Android und iOS ist 2023 veröffentlicht worden. Forever erhielt wegen einiger technischen Einschränkungen und der begrenzten Kontrolle über die Spielfigur (als Auto-Runner) gemischte Kritiken mit einem Metascore von 70 % für die PC-Version.